# Fearless Tour
A Fearless Tour foi a primeira turnê da cantora e compositora estadunidense Taylor Swift, lançada em apoio ao seu segundo álbum de estúdio, Fearless (2008). A turnê teve início em 23 de abril de 2009, em Evansville, Indiana, nos Estados Unidos, e terminou em 10 de julho de 2010, em Cavendish, Canadá. A turnê contou com a cantora Kellie Pickler, a banda Gloriana, e o cantor Justin Bieber como artistas de abertura.
Durante a turnê, Swift se apresentou com convidados especiais como John Mayer, Katy Perry, e Faith Hill. A Fearless Tour, durou 15 meses, totalizando 105 apresentações em 4 continentes, e arrecadou US$ 66.246,496, com 89 shows, e teve um público total de 1.207,887. Diversos shows foram gravados e lançados como uma minissérie de 3 partes, intitulada Journey to Fearless, que foi ao ar no canal a cabo The Hub entre de 22 e 24 de outubro de 2010. Até então, essa era a maior turnê de Swift em números de concertos (118), até ser superada pela The Eras Tour em 2023 (com 146 concertos).

## Atividade pré-turnê
Antes do lançamento da turnê, Swift realizou vários shows nos Estados Unidos, incluindo dois shows esgotados no San Antonio Stock Show & Rodeo e no Houston Livestock Show and Rodeo em 2009. Swift também se apresentou em várias datas no Reino Unido e Austrália, incluindo dois shows no Shepherd's Bush Empire em Londres.
No meio de sua própria turnê, Swift começou a abrir alguns shows de Keith Urban para sua Escape Together World Tour em 2009.

## Antecedentes e desenvolvimento
A turnê foi anunciada no dia 29 de janeiro de 2009, através de seu site oficial. A imprensa anunciou que a turnê passaria por 54 cidades em 39 estados e províncias dos Estados Unidos e Canada. O grupo Gloriana e a cantora Kellie Pickler acompanharam Swift na etapa Norte Americana da turnê como ato de abertura.
A Fearless Tour deu início na cidade de Evansville, Indiana em 23 de Abril de 2009 no Roberts Stadium. Devido ao grande sucesso na venda dos ingressos, no dia de seu primeiro show Taylor foi presenteada  com a chave da cidade pelo Council da cidade Evansville, que declarou que Naquela Quarta-feira dia 23 de Abril de 2009 seria o "Taylor Swift Day".
A turnê tem como grande característica o elemento teatral. O show tem duração de aproximadamente 90 minutos no qual mostra Taylor tocando cinco violões diferentes além de um piano. A Fearless Tour conta com um palco totalmente temático Sua estrutura incluiu um gigantesco castelo iluminado por mais de um milhão de luzes. Além do palco principal a turnê conta com um B Stage o qual traz uma sensação de proximidade entre Swift e seus fãs.
No final de Julho, uma nova data foi anunciada para o dia 23 de novembro na Wembley Arena em Londres. Entretanto se tornou aparente que nem Kellie Pickler ou Gloriana estariam acompanhando Swift na parte Britânica da Turnê. Taylor anunciou outra data no Reino Unido para o dia 24 de Novembro em Manchester. Essa foi a segunda e ultima data no Reino Unido. Os shows em Wembley é em Manchester serão os únicos shows da Fearless Tour na Europa. Foi anunciado que o cantor Justin Bieber acompanharia Swift em seus shows no Reino Unido. Enquanto se apresentava na Wembley Arena, Bieber quebrou seu pé enquanto cantava "One Time", mas mesmo assim terminou a canção. Mesmo com o pé quebrado Bieber confirmou que se apresentaria com Swift no dia seguinte em Manchester. De acordo com uma revista Alemã, Taylor iria se apresentar em território alemão com uma série de 3 shows. Entretanto os ingressos para esses shows nunca saíram a venda.
No dia 30 de Setembro, foi anunciado que Swift retornaria para a Austrália em Fevereiro de 2010 para realizar uma série de shows, só que agora em arenas. No dia 8 de outubro, foi anunciado através de seu site oficial que a turnê seria estendida até julho de 2010 incluindo 37 shows adicionais na América do Norte. Foi confirmado que Justin Bieber estará se apresentando com Swift no Gillette Stadium no dia 5 de Junho de 2010.

## Atos de Abertura
América do Norte e Austrália
1. "How Far Do You Wanna Go?"/"Go Your Own Way"
2. "If You're Leavin'" (apenas em Foxboro,MA)
3. "You Said"
4. "Lead Me On"
5. "The Way It Goes"
6. "The World Is Ours Tonight" (apenas em Foxboro, MA)
7. "Wild at Heart"

América do Norte
1. "Best Days of Your Life"
2. "Things That Never Cross a Man's Mind"
3. "Rocks Instead Of Rice"
4. "Makin' Me Fall in Love Again"
5. "Didn't You Know How Much I Loved You"
6. "Don't You Know You're Beautiful"
7. "I Wonder"
8. "Red High Heels"

Reino Unido e Foxboro, MA
1. "Love Me"
2. "Bigger"
3. "One Less Lonely Girl"
4. "Favorite Girl"
5. "Never Let You Go"
6. "Down to Earth"
7. "One Time"
8. "With You" (cover do Chris Brown)

## Set list
Set list de 2009:
1. "You Belong with Me"
2. "Our Song"
3. "Tell Me Why"
4. "Teardrops on My Guitar"
5. "Fearless"
6. "Forever and Always"
7. "Hey Stephen"
8. "Fifteen"
9. "Tim McGraw"
10. "White Horse"
11. "Love Story"
12. "The Way I Loved You"
13. "You're Not Sorry"/"What Goes Around...Comes Around (cover)"
14. "Picture to Burn"
15. "Change"
16. "I'm Only Me When I'm With You" (com a participação de Kellie Pickler e Gloriana)
17. "Should've Said No"

Set list de 2010:
1. "You Belong with Me"
2. "Our Song"
3. "Tell Me Why"
4. "Teardrops on My Guitar"
5. "Fearless"
6. "Forever and Always"
7. "Hey Stephen"
8. "Fifteen"
9. "Tim McGraw"
10. "White Horse"
11. "Love Story"
12. "The Way I Loved You"
13. "You're Not Sorry"/"What Goes Around...Comes Around (cover)"
14. "Picture To Burn"
15. "Today Was A Fairytale"
16. "Should've Said No"

## Datas
| Data                    | Cidade            | País           | Local                                |
| ----------------------- | ----------------- | -------------- | ------------------------------------ |
| América Do Norte        |                   |                |                                      |
| 23 de Abril de 2009     | Evansville        | Estados Unidos | Roberts Municipal Stadium            |
| 24 de Abril de 2009     | Jonesboro         | Estados Unidos | ASU Convocation Center               |
| 25 de Abril de 2009     | St. Louis         | Estados Unidos | Scottrade Center                     |
| 30 de Abril de 2009     | North Charleston  | Estados Unidos | North Charleston Coliseum            |
| 1 de Maio de 2009       | Jacksonville      | Estados Unidos | Jacksonville Veterans Memorial Arena |
| 2 de Maio de 2009       | Biloxi            | Estados Unidos | Mississippi Coast Coliseum           |
| Europa                  |                   |                |                                      |
| 6 de Maio de 2009       | Londres           | Inglaterra     | O2 Shepherds Bush Empire             |
| 7 de Maio de 2009       | Londres           | Inglaterra     | O2 Shepherds Bush Empire             |
| América Do Norte        |                   |                |                                      |
| 14 de Maio de 2009      | Spokane           | Estados Unidos | Spokane Veterans Memorial Arena      |
| 15 de Maio de 2009      | Seattle           | Estados Unidos | KeyArena                             |
| 16 de Maio de 2009      | Portland          | Estados Unidos | Rose Garden Arena                    |
| 17 de Maio de 2009      | Nampa             | Estados Unidos | Idaho Center                         |
| 21 de Maio de 2009      | Glendale          | Estados Unidos | Jobing.com Arena                     |
| 22 de Maio 2009         | Los Angeles       | Estados Unidos | Staples Center                       |
| 23 de Maio 2009         | Las Vegas         | Estados Unidos | Mandalay Bay Events Center           |
| 24 de Maio de 2009      | San Diego         | Estados Unidos | San Diego Sports Arena               |
| 26 de Maio de 2009      | Salt Lake City    | Estados Unidos | EnergySolutions Arena                |
| 4 de Junho de 2009[A]   | Enterprise        | Estados Unidos | BamaJam Farms                        |
| 11 de Junho de 2009     | Columbia          | Estados Unidos | Merriweather Post Pavilion           |
| 12 de Junho de 2009     | Greensboro        | Estados Unidos | Greensboro Coliseum                  |
| 24 de Junho de 2009[B]  | Oshkosh           | Estados Unidos | Ford Festival Grounds                |
| 25 de Junho de 2009[C]  | Cadott            | Estados Unidos | Chippewa Valley                      |
| 8 de Julho de 2009      | Calgary           | Canadá         | Pengrowth Saddledome                 |
| 9 de Julho de 2009      | Edmonton          | Canadá         | Commonwealth Stadium                 |
| 10 de Julho de 2009[D]  | Craven            | Canadá         | Qu'Appelle Valley                    |
| 11 de Julho de 2009     | Winnipeg          | Canadá         | MTS Centre                           |
| 16 de Julho de 2009[E]  | Twin Lakes        | Estados Unidos | Country Thunder Festival Grounds     |
| 17 de Julho de 2009     | Columbus          | Estados Unidos | Value City Arena                     |
| 18 de Julho de 2009     | Charleston        | Estados Unidos | Charleston Civic Center              |
| 23 de Julho de 2009[F]  | Cheyenne          | Estados Unidos | Frontier Park                        |
| 24 de Julho de 2009     | Rapid City        | Estados Unidos | Rushmore Plaza Civic Center          |
| 25 de Julho de 2009[G]  | Minot             | Estados Unidos | North Dakota State Fairgrounds       |
| 7 de Agosto de 2009[H]  | Detroit Lakes     | Estados Unidos | Soo Pass Ranch                       |
| 9 de Agosto de 2009     | Omaha             | Estados Unidos | Qwest Center Omaha                   |
| Europa                  |                   |                |                                      |
| 22 de Agosto de 2009[I] | Chelmsford        | Inglaterra     | Hylands Park                         |
| 23 de Agosto de 2009[I] | Staffordshire     | Inglaterra     | Weston Park                          |
| América Do Norte        |                   |                |                                      |
| 27 de Agosto de 2009    | New York City     | Estados Unidos | Madison Square Garden                |
| 28 de Agosto de 2009    | Uncasville        | Estados Unidos | Mohegan Sun Arena                    |
| 29 de Agosto de 2009    | University Park   | Estados Unidos | Bryce Jordan Center                  |
| 30 de Agosto de 2009    | Louisville        | Estados Unidos | Freedom Hall                         |
| 3 de Setembro de 2009   | Duluth            | Estados Unidos | Arena at Gwinnett Center             |
| 4 de Setembro de 2009   | Greenville        | Estados Unidos | BI-LO Center                         |
| 5 Setembro de 2009      | Charlotte         | Estados Unidos | Time Warner Cable Arena              |
| 9 de Setembro de 2009   | Lafayette         | Estados Unidos | Cajundome                            |
| 10 de Setembro de 2009  | Bossier City      | Estados Unidos | CenturyTel Center                    |
| September 11, 2009      | Birmingham        | Estados Unidos | BJCC Arena                           |
| September 12, 2009      | Nashville         | Estados Unidos | Sommet Center                        |
| September 25, 2009      | Dallas            | Estados Unidos | American Airlines Center             |
| September 26, 2009      | North Little Rock | Estados Unidos | Verizon Arena                        |
| September 27, 2009      | Tulsa             | Estados Unidos | BOK Center                           |
| 1 de Outubro de 2009    | Pittsburgh        | Estados Unidos | Mellon Arena                         |
| 2 de Outubro de 2009    | Grand Rapids      | Estados Unidos | Van Andel Arena                      |
| 3 de Outubro de 2009    | Cleveland         | Estados Unidos | Quicken Loans Arena                  |
| 8 de Outubro de 2009    | Indianapolis      | Estados Unidos | Conseco Fieldhouse                   |
| 9 de Outubro de 2009    | Rosemont          | Estados Unidos | Allstate Arena                       |
| 10 de Outubro de 2009   | Rosemont          | Estados Unidos | Allstate Arena                       |
| 11de Outubro de 2009    | Minneapolis       | Estados Unidos | Target Center                        |
| Europa                  |                   |                |                                      |
| 23 de Novembro de 2009  | Londres           | Inglaterra     | Wembley Arena                        |
| 24 de Novembro de 2009  | Manchester        | Inglaterra     | Manchester Evening News Arena        |
| Oceania                 |                   |                |                                      |
| 4 de Fevereiro de 2010  | Brisbane          | Austrália      | Brisbane Entertainment Centre        |
| 6 de Fevereiro de 2010  | Sydney            | Austrália      | Acer Arena                           |
| 7 de Fevereiro de 2010  | Sydney            | Austrália      | Acer Arena                           |
| 8 de Fevereiro de 2010  | Newcastle         | Austrália      | Newcastle Entertainment Centre       |
| 10 de Fevereiro de 2010 | Melbourne         | Austrália      | Rod Laver Arena                      |
| 11 de Fevereiro de 2010 | Melbourne         | Austrália      | Rod Laver Arena                      |
| 12 de Fevereiro de 2010 | Adelaide          | Austrália      | Adelaide Entertainment Centre        |
| Ásia                    |                   |                |                                      |
| 17 de Fevereiro de 2010 | Tokyo             | Japão          | Zepp Tokyo                           |
| América Do Norte        |                   |                |                                      |
| 4 de Março de 2010      | Tampa             | Estados Unidos | St. Pete Times Forum                 |
| 5 de Março de 2010      | Orlando           | Estados Unidos | Amway Arena                          |
| 7 de Março de 2010      | Sunrise           | Estados Unidos | BankAtlantic Center                  |
| 10 de Março de 2010     | Austin            | Estados Unidos | Frank Erwin Center                   |
| 11 de Março de 2010     | Dallas            | Estados Unidos | American Airlines Center             |
| 12 de Março de 2010     | Corpus Christi    | Estados Unidos | American Bank Center Arena           |
| 18 de Março de 2010     | Philadelphia      | Estados Unidos | Wachovia Center                      |
| 19 de Março de 2010     | Philadelphia      | Estados Unidos | Wachovia Center                      |
| 20 de Março de 2010     | Charlottesville   | Estados Unidos | John Paul Jones Arena                |
| 26 de Março de 2010     | Auburn Hills      | Estados Unidos | The Palace of Auburn Hills           |
| 27 de Março de 2010     | Auburn Hills      | Estados Unidos | The Palace of Auburn Hills           |
| 28 de Março de 2010     | Cincinnati        | Estados Unidos | U.S. Bank Arena                      |
| 31 de Março de 2010     | Oklahoma City     | Estados Unidos | Ford Center                          |
| 1 de Abril de 2010      | Wichita           | Estados Unidos | Intrust Bank Arena                   |
| 2 de Abril de 2010      | Kansas City       | Estados Unidos | Sprint Center                        |
| 6 de Abril de 2010      | Denver            | Estados Unidos | Pepsi Center                         |
| 7 de Abril de 2010      | Denver            | Estados Unidos | Pepsi Center                         |
| 10 de Abril de 2010     | Fresno            | Estados Unidos | Save Mart Center at Fresno State     |
| 11 de Abril de 2010     | San Jose          | Estados Unidos | HP Pavilion at San Jose              |
| 15 de Abril de 2010     | Los Angeles       | Estados Unidos | Staples Center                       |
| 16 de Abril de 2010     | Los Angeles       | Estados Unidos | Staples Center                       |
| 29 de Abril de 2010     | Lexington         | Estados Unidos | Rupp Arena                           |
| 30 de Abril de 2010     | Columbia          | Estados Unidos | Colonial Life Arena                  |
| 1 de Maio de 2010       | Raleigh           | Estados Unidos | RBC Center                           |
| 6 de Maio de 2010       | Des Moines        | Estados Unidos | Wells Fargo Arena                    |
| 7 de Maio de 2010       | Saint Paul        | Estados Unidos | Xcel Energy Center                   |
| 8 de Maio de 2010       | Moline            | Estados Unidos | i wireless Center                    |
| 12 de Maio de 2010      | Newark            | Estados Unidos | Prudential Center                    |
| 13 de Maio de 2010      | Newark            | Estados Unidos | Prudential Center                    |
| 14 de Maio de 2010      | Uniondale         | Estados Unidos | Nassau Veterans Memorial Coliseum    |
| 15 de Maio de 2010      | Uniondale         | Estados Unidos | Nassau Veterans Memorial Coliseum    |
| 20 de Maio de 2010      | Ottawa            | Canadá         | Scotiabank Place                     |
| 21 de Maio de 2010      | Toronto           | Canadá         | Air Canada Centre                    |
| 22 de Maio de 2010      | Toronto           | Canadá         | Air Canada Centre                    |
| 25 de Maio de 2010      | Houston           | Estados Unidos | Toyota Center                        |
| 26 de Maio de 2010      | Houston           | Estados Unidos | Toyota Center                        |
| 1 de Junho de 2010      | Washington, D.C.  | Estados Unidos | Verizon Center                       |
| 2 de Junho de 2010      | Washington, D.C.  | Estados Unidos | Verizon Center                       |
| 5 de Junho de 2010      | Foxborough        | Estados Unidos | Gillette Stadium                     |
| 10 de Junho de 2010     | Cavendish         | Canadá         | Cavendish Beach                      |

Festivais e outras Apresentações
| A Esse Show fez parte do BamaJam 2009 B Esse Show fez parte do Country USA Music Festival C Esse Show fez parte do Country Fest D Esse Show fez parte do Craven Country Jamboree E Esse Show fez parte do Country Thunder Festival | F Esse Show fez parte do Cheyenne Frontier Days G Esse Show fez parte do North Dakota State Fair H Esse Show fez parte do WE Fest I Esse Show fez parte do V Festival J Esse Show fez parte do Cavendish Beach Music Festival |  |

## Recordes
Ingressos para os primeiros shows da Fearless Tour começaram a ser vendidos no começo de Fevereiro de 2009, e se esgotaram quase instantaneamente. Em 6 de Fevereiro de 2009, ingressos para o show de 22 de Maio no Staples Center, em Los Angeles, foram postos a venda e se esgotaram em dois minutos. Ingressos para diversas datas e locais, incluindo o Madison Square Garden, foram colocados à venda na semana seguinte e foram vendidos em um tempo recorde de um minuto. Swift fez algo que apenas poucos artistas fizeram em Fresno, que é lotar o Save Mart Center em "10 minutos ou menos", disse Steve Tadlock.